# Мамонтов Сава Іванович
Са́вва Іва́нович Ма́монтов (3 (15) жовтня 1841, Ялуторовськ — 6 квітня 1918, Абрамцево) — російський підприємець і меценат.

## Дитинство та юнацтво
Народився 3 жовтня 1841 року в купецькій сім'ї Івана Федоровича Мамонтова і Марії Тихонівни Лахтіної, був четвертою дитиною. У 1849 році І. Ф. Мамонтов переїхав до Москви. Сім'я Мамонтових жила заможно: орендувала розкішний особняк, влаштовувала прийоми, бали. Спосіб життя Мамонтових був нетиповий для капіталістів тих часів, зв'язків і знайомств у Москві в І. Ф. Мамонтова не було.
У 1852 році померла мати Сави. Сім'я Мамонтових переїхала в простіший, одначе більш просторий будинок. Саву разом з братом віддали в гімназію, де він провчився рік без особливих успіхів. В серпні 1854 року Сава разом з двоюрідними братами був зарахований в Інститут Корпусу гірничих інженерів, у якому учні отримували як інженерні, так і військові знання. Сава демонстрував хорошу поведінку, однак мав рису захоплюватися цікавими йому предметами, ігноруючи інші: так, швидко вивчивши німецьку мову і маючи відмінні бали, він отримував двійки і трійки з латини. Успіхами в освіті він не відзначався, чим викликав занепокоєння батька.
Через епідемію скарлатини І. Ф. Мамонтов забрав сина до Москви, і Сава повернувся в Другу гімназію, де навчався раніше. Сім'я переїхала в новий будинок і придбала маєток Кіреєво (Хімки). У 1856 році деякі з декабристів, що отримали амністію, зупинилися в будинку Мамонтових.
Починаючи з 1858 року, Сава регулярно відвідував театр і висловлював свою думку про постановки в щоденнику. Сім'я Сави влаштовувала вечори, де обговорювали вистави і книги, співали, музикували.
У 1860 році Сава не склав іспит з латини, тому був зарахований на повторне навчання. І він, і батько тяжко переживали це. Латину за Саву склав інший юнак, а сам Сава вступив до Петербурзький університет, і згодом перевівся на юридичний факультет Московського університету.
І. Ф. Мамонтов був прихильником лібералізму, а переїхавши з Москви до Санкт-Петербурга, став прихильником консерватизму.

## Підприємницька діяльність
Зайнявся будівництвом залізниць. Влітку 1863 запущена Московсько-Троїцька залізниця. Обраний членом правління цієї дороги. Сава ж все більше захоплювався театром, увійшов у театральний гурток. Батько Сави з тривогою ставився до пустих захоплень сина. Сам Сава все гірше вчився в університеті. Бачачи це, Іван Федорович вирішив відправити Саву в справах Закаспійського товариства (він був його співзасновником) в Баку. Восени 1863 став керувати центральним Московським відділенням товариства.
У 1864 відвідав Італію, де почав брати уроки співу. Там він познайомився з дочкою московського купця Григорія Григоровича Сапожникова — Єлизаветою, яка згодом стала його дружиною (весілля в 1865 році в Кіреєво). Сім'я Сапожникових займала високе становище в суспільстві, їхня згода на шлюб була підтвердженням міцності позицій Мамонтових. Єлизаветі було близько 17 років, вона не відзначалася особливою красою, але любила читати, співала, займалася музикою. Молода сім'я оселилася на Садовій-Спаській вулиці в будинку, придбаному батьком Сави Мамонтова. Цей особняк неодноразово перебудовували.
Був великим акціонером і директором товариства Московсько-Ярославської залізниці, очолюваного Федорем Чижовим (1811-1877). Раніше Чижов був професором математики Петербурзького університету. Він був знайомий з багатьма письменниками і художниками і зіграв в житті Сави велику роль.
У 1869 помер Іван Федорович Мамонтов. Чижов втягував Саву в самостійну підприємницьку діяльність, і в 1872 за його рекомендацією Сава зайняв пост директора товариства Московсько-Ярославської залізниці. Саву Мамонтова обрали гласним Міської думи і дійсним членом Товариства любителів комерційних знань, він став визнаним членом московського купецтва.
Сава і його дружина Єлизавета Григорівна вирішили придбати свій будинок за містом (Кіреєво успадкував старший брат). Дізнавшись, що продається садиба письменника С. Т. Аксакова, подружжя оглянуло будинок в Абрамцево (1870). Незважаючи на його поганий стан, через мальовничу місцевість довкола й архітектуру будинку Мамонтови придбали садибу (за 15 тисяч рублів, на ім'я дружини). Мамонтови неодноразово перебудовували будинок і упорядковували садибу.
Для Сави Мамонтова все ще була важкою підприємницька діяльність, особливо після чергового відвідування Італії. Однак після обрання директором залізниці кинути справу він уже не зміг — захопився.
У 1876 держава призначила конкурс на проведення Донецької кам'яновугільної залізниці. Здобувачі зобов'язані були надати проект і кошторис. Сава Мамонтов виграв конкурс. У 1882 будівництво залізниці повністю завершилося, після чого вона була викуплена державою.
На початку 1890-х правління Московсько-Ярославської залізниці ухвалило рішення продовжити дорогу до Архангельська, тобто збільшити її протяжність майже вдвічі. Сава Мамонтов вважав цю дорогу необхідною для країни і будував її практично без фінансової зацікавленості.
Мамонтов не прагнув державних нагород, проте міністр фінансів  С. Ю. Вітте домагався для нього і престижних звань і навіть ордена Володимира 4-го ступеня.

## Пам'ять

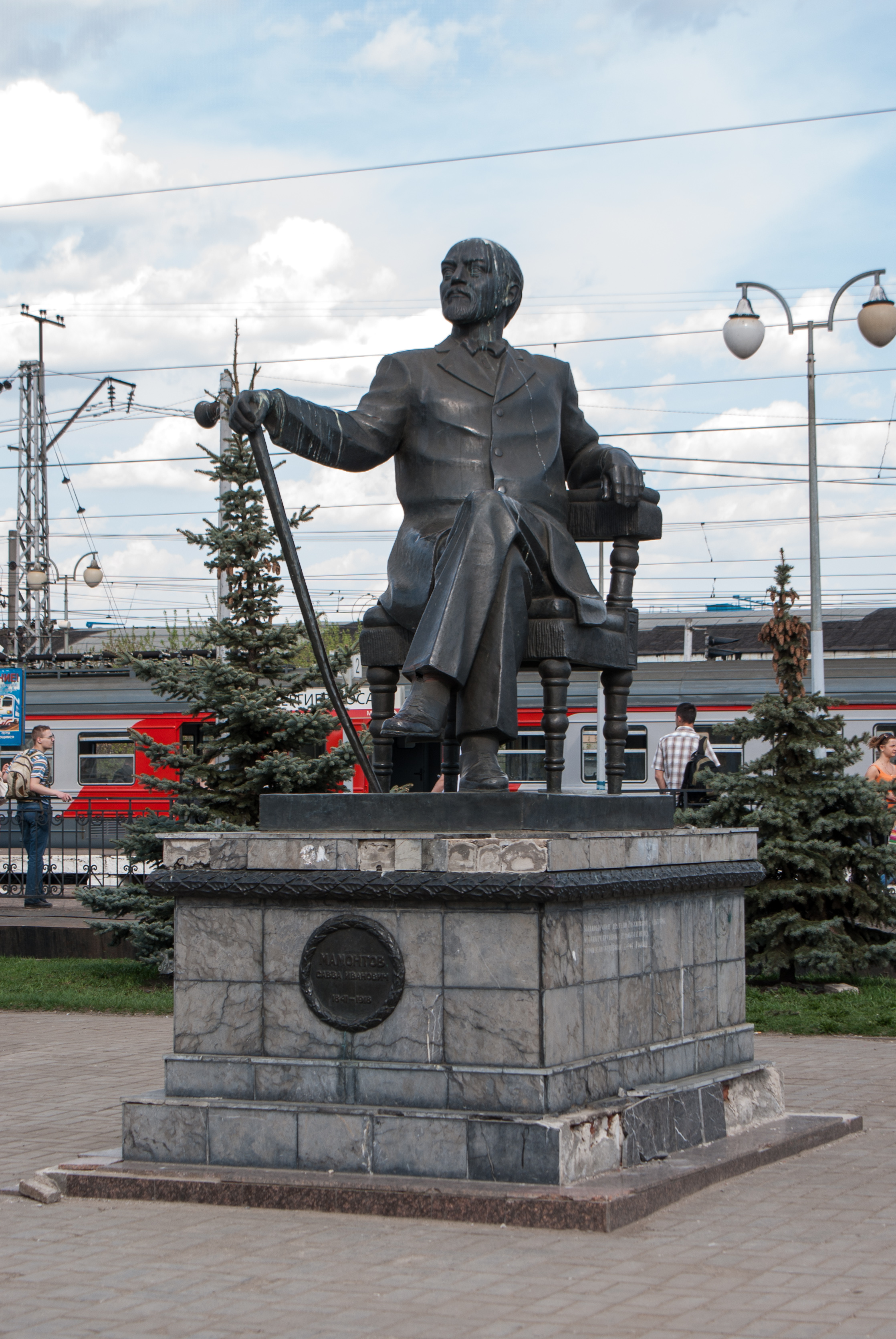
Пам'ятник Саві Мамонтову в Сергієвому Посаді

- Пам'ятники на привокзальних площах Сергієвого Посада[ru] (1999, скульптор В. А. Чухаркін) і Ярославля (2008)[ru].
- Платформа Мамонтовська[ru] неподалік від Москви (Ярославський напрямок).
- Мікрорайон Мамонтовка[ru] в місті Пушкіно.
- На честь Сави Мамонтова було названо електропоїзд ЕД4МК-0089.
- На честь Сави Івановича названо шрифтову гарнітуру [Архівовано 5 березня 2016 у Wayback Machine.], засновану на плакатних шрифтах початку XX століття.

## Сім'я
Діти: Сергій, Андрій, Всеволод, Віра, Олександра. Син Сергій Савич Мамонтов (1867—1915) — поет, драматург, засновник театру мініатюр.

## Цікаві факти

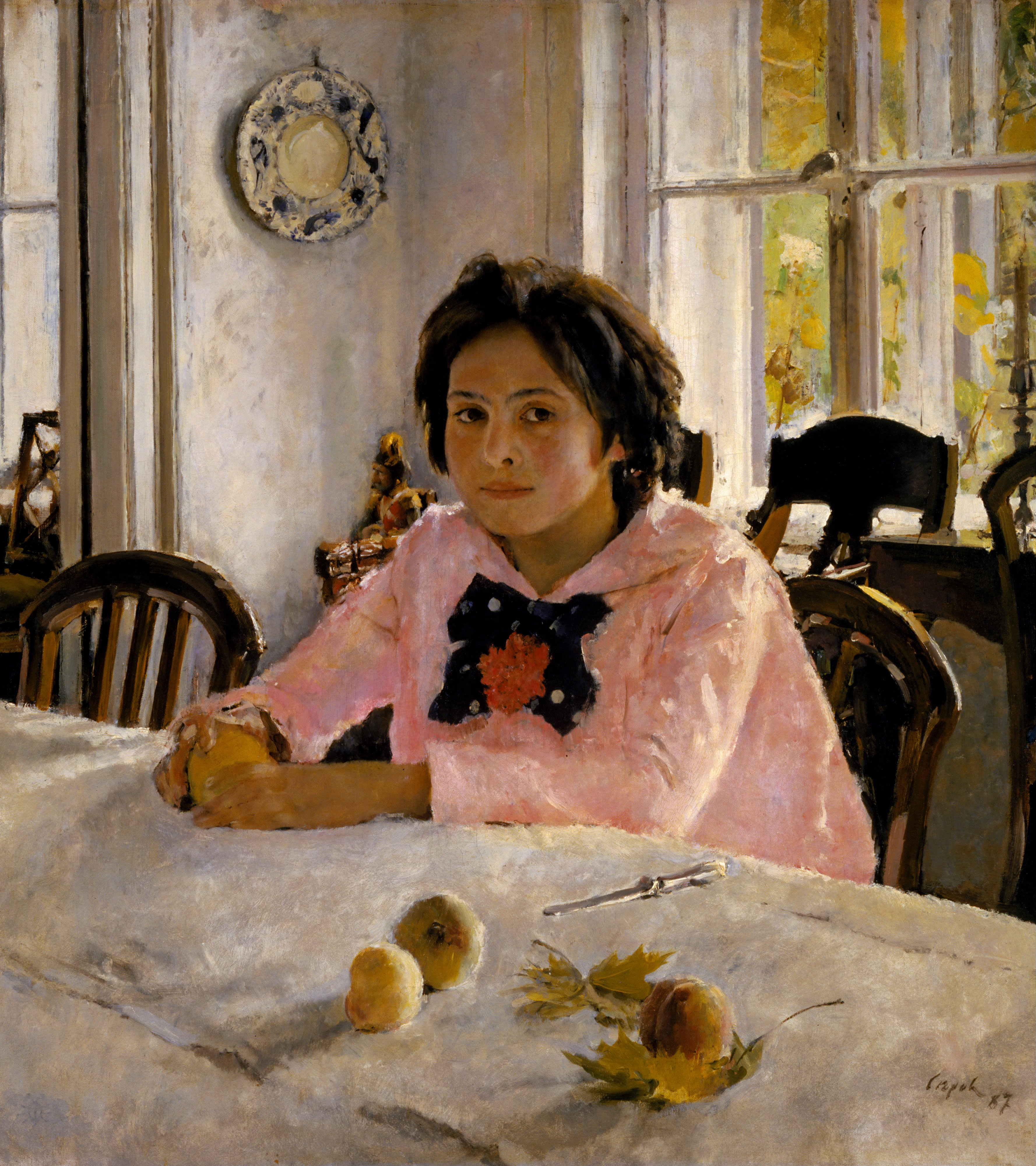
Валентин Сєров. «Дівчина з персиками. Портрет Віри Мамонтової», 1887

Дочка Сави Івановича Мамонтова — Віра, зображена на відомій картині живописця Валентина Сєрова «Дівчинка з персиками»

## Література

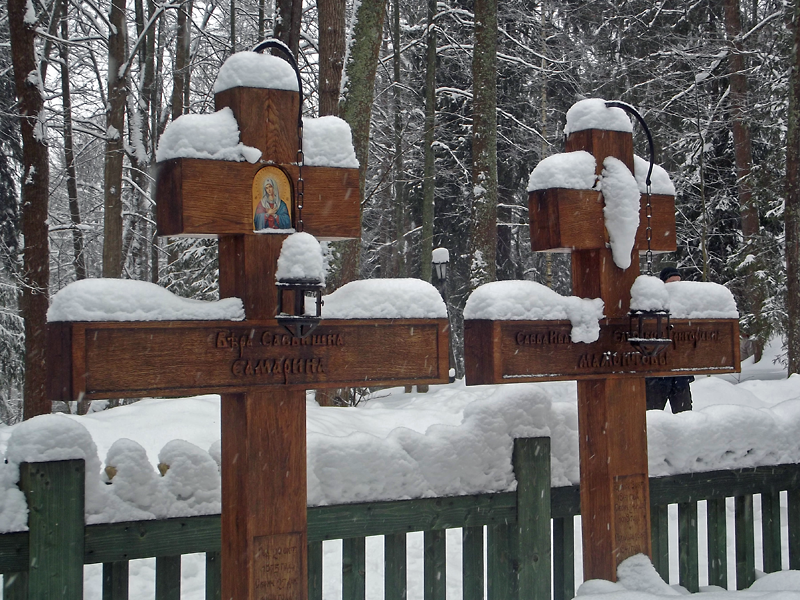
Надгробні хрести на місці поховання Савви Мамонтова, його дружини Єлизавети та дочки Віри.
Маєток Абрамцево, 2013